# Adoxia benallae
Adoxia benallae là một loài bọ cánh cứng trong họ Chrysomelidae. Loài này được Blackburn miêu tả khoa học năm 1891.